# River Adur
River Adur är ett vattendrag i Storbritannien.   Det ligger i riksdelen England, i den södra delen av landet, 80 km söder om huvudstaden London.